# Турист по неволя
„Турист по неволя“ (на английски: The Accidental Tourist) е американска романтична драма от 1988 г. на режисьора Лорънс Каздън, който е съсценарист с Франк Джалати и копродуцент с Чарлс Окун и Майкъл Грило. Филмът е базиран на едноименния роман, написан от Ан Тайлър през 1985 г. Участват Уилям Хърт, Катлийн Търнър и Джина Дейвис.
Филмът излиза по кината в Съединените щати на 23 декември 1988 г. в разпространение от „Уорнър Брос“. Печели повече 32,6 млн. щ.д. и е номиниран за четири награди „Оскар“, включително за най-добър филм, а Джина Дейвис печели наградата за най-добра женска роля. Той също е номиниран за две награди „Златен глобус“, включително за най-добър филм – драма.

## Актьорски състав
- Уилям Хърт – Мейкън Лиъри
- Катлийн Търнър – Сара Лиъри
- Джина Дейвис – Мюриел Причет
- Бил Пулмън – Джулиън Едж
- Ейми Райт – Роуз Лиъри
- Дейвид Огдън Стиърс – Портър Лиъри
- Ед Бегли младши – Чарлс Лиъри
- Робърт Хай Горман – Александър Причет
- Брадли Мот – господин Лумис
- Сет Грейнджър – Итън Лиъри
- Джейк Касдан – Скот Канфийлд
- Джонатан Касдан – момче в лекарския кабинет
- Пеги Конвърс – госпожа Барет
- Уолтър Спароу – продавач на хот дог
- Пол Уилямсън – мениджърски на лондонски хотел
- Одри Рапопорт – момиче в самолета
- Мег Касдан – рецепционистка

## В България
В България филмът е излъчен първоначално по Би Ти Ви на 9 декември 2001 г. в неделя от 20:00 ч. със субтитри на български.
Излъчва се многократно и по TV 1000.